# Gravensteen (Zierikzee)
Het Gravensteen is een gebouw uit 1526 aan de Mol 25 in Zierikzee, gebouwd in opdracht van het Graafschap Zeeland. Het Gravensteen was het juridische, financiële en administratieve centrum van de Graaf van Holland en Zeeland, dat ook als stadsgevangenis van Zierikzee werd gebruikt. Het rijksmonument is eigendom van de gemeente Schouwen-Duiveland.

## Bouw
Voordat het eerste Gravensteen was gebouwd, werd de rechtspraak gedaan in 's-Gravenhof, waarvan nog steeds restanten te vinden zijn. Ook was hier de oude gevangenis dichtbij gevestigd. Na de uitbreiding van Zierikzee rond 1325 werd een grotere gevangenis gebouwd. Dit gebouw werd gebouwd in 1350 en heeft 165 jaar dienstgedaan. Daarna raakte het in verval. Op dezelfde plaats werd tussen 1524 tot 1526 het nog aanwezige pand gebouwd. Het verrees als belangrijk overheidsgebouw niet in de gebruikelijke houtbouw maar uit steen, de hoge trapgevel is van zandsteen. De kruiskozijnen zijn voorzien van smeedijzeren traliekorven. In de topgevel bevinden zich emblemen van het Oostenrijkse huis en de Orde van het Gulden Vlies.

## Gebruik

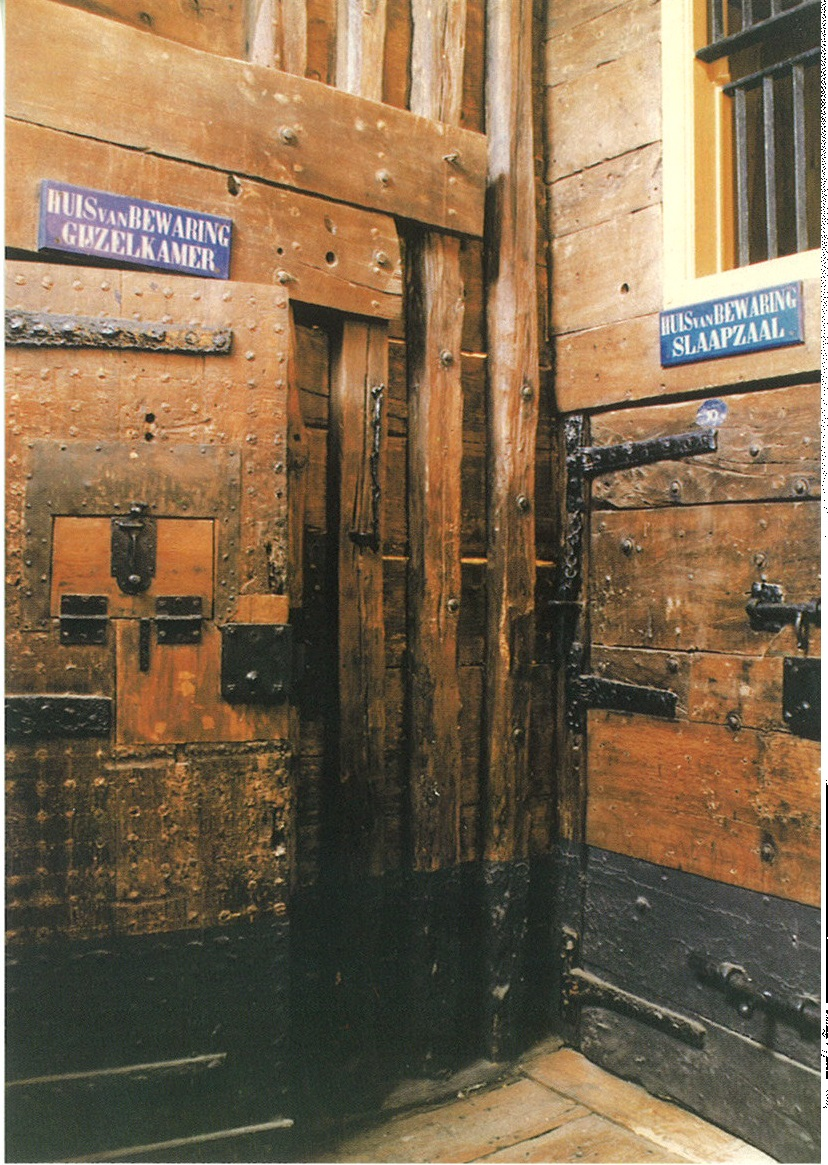
Celdeuren in het Gravensteen

Een van de bestemmingen van het Gravensteen was het opsluiten van gevangenen die wachtten op hun rechtspraak. Er werden ook straffen uitgevoerd, waaronder de doodstraf die werd uitgevoerd op een speciaal voor de gelegenheid voor het gebouw neergezet schavot. Het galgenmaal werd in het Gravensteen gegeten. Uit inscripties en documenten blijkt dat er tussen de jaren 1630 – 1646 Duinkerker Kapers gevangen hebben gezeten. Deze kapers, die bij gelegenheid werden geruild tegen gevangengenomen Zeeuwen, hebben een groot aantal scheepstekeningen achtergelaten op de houten celmuren. Deze staan vol met tekeningen van soldaten, schepen en teksten. De cellen, die nooit zijn veranderd, zijn tot 1923 in gebruik gebleven.
Vanaf de 18e eeuw fungeerde het Gravensteen als huis van bewaring, waar gevangenen voor een langere tijd konden worden ondergebracht. De arrondissementsrechtbank en het huis van bewaring in het Gravensteen werden opgeheven in 1923. Daarna werd het gebouw af en toe gebruikt als belastingkantoor of voor het tonen van schilderkunst en oudheden. Ook vond het gemeentelijke Maritiem Museum er onderdak.
In het gebouw is sinds 2011 de wereldwinkel van Zierikzee gevestigd. Het Gravensteen is op afspraak te bezichtigen via het Stadhuismuseum Zierikzee.